# Ново, Нанчо
На́нчо Но́во (исп. Nancho Novo; полное имя Венансио Мануэль Хесус Ново Сид-Фуэнтес (Venancio Manuel Jesús Novo Cid-Fuentes; род. 17 сентября 1958, Ла-Корунья) — испанский актёр, певец и музыкант. Номинант на премию «Гойя» за лучшую мужскую роль второго плана (1996).
Изучал медицину в Сантьяго-де-Компостеле, но бросил учёбу на середине. Переехал в Мадрид и поступил в Высшую королевскую школу драматического искусства и танца. Совмещал учёбу с карьерой певца, композитора и рок-гитариста группы Los castigados sin postre. Также попробовал себя в качестве юмориста, выступив со скетчами в «Клубе комедии» и в качестве ведущего программы на мадридском радио Cadena SER.

## Фильмография
- Министерство времени / El ministerio del tiempo, 12-я серия 2-го сезона (2016)
- Всегда твоя / Tuya Siempre (2007)
- Стыдливость / Pudor (2007)
- Отель «Тиволи» / Hotel Tívoli (2006)
- Somne (2005)
- Прорва / Sinfín (2005)
- El año que trafiqué con mujeres (2005)
- Секс / Sex (2003)
- Астронавты / Astronautas (2003)
- Карандаш плотника / El lápiz del carpintero (2002)
- Любовь и прочие неприятности / Amor, curiosidad, prozac y dudas (2000)
- Finisterre (1998)
- Любовники полярного круга / Los amantes del círculo polar (1998)
- Селестина / La Celestina (1996)
- Больше, чем любовь / Más que amor frenesí (1996)
- Цветок моей тайны / La flor de mi secreto (1995)
- Скажите Лауре, что я её люблю / Dile a Laura que la quiero (1995)
- Земля / Tierra (1995)
- Все вы, мужчины, одинаковы / Todos los hombres sois iguales (1994)
- Рыжая белка / La ardilla roja (1993)